# Gilbert De Smet
Pour l’article homonyme, voir Gilbert Desmet.
Gilbert De Smet (et non Gilbert Desmet comme souvent écrit à tort) est un coureur cycliste belge, né le 18 mars 1936 à Nazareth (Belgique) et mort le 10 février 1987 à Gand.

## Biographie
Professionnel de 1960 à 1968, il remporta notamment à deux reprises le Tour de la Flandre Orientale.
Pendant sa carrière professionnelle, un autre coureur belge presque du même nom, Gilbert Desmet, se trouvait également dans le peloton. Ce dernier, plus connu, était parfois nommé Gilbert Desmet 1, alors que Gilbert Desmet 2 désignait Gilbert De Smet. La confusion aurait dû être évitée puisque le premier s'appelle Gilbert Desmet et l'autre De Smet.

## Palmarès
- 1962
  - 2e des Trois Villes Sœurs

- 1964
  - Circuit Mandel-Lys-Escaut

- 1965
  - 2e du Grand Prix Flandria

- 1966
  - Tour de la Flandre Orientale
  - 2e du Circuit du Houtland-Torhout

- 1967
  - 3e du Grote Prijs Dr. Eugeen Roggeman

- 1968
  - Tour de la Flandre Orientale
  - 3e du Omloop van de Westkust

## Résultats sur les grands tours

### Tour de France
- 1962 : abandon (14e étape)
- 1963 : 44e
- 1964 : 40e
- 1965 : 48e

### Tour d'Espagne
- 1966 : 31e